# Meo di Piero
Meo di Piero talvolta citato anche come Meo di Pero (fl. 1356-1407) è stato un pittore italiano, attivo a Siena, che dipingeva in stile gotico.
Fece parte della bottega di Cristoforo di Bindoccio e tutte le sue opere sono generalmente co-attribuite poiché non è nota alcuna opera indipendente.

## Biografia
Si dice che fosse il figlio del pittore Pero o Piero di Castellano da Gerfalco, documentato come parte di una corporazione nel 1363, ma morto nel 1370. Meo era registrato nella gilda senese dei pittori nel 1356 o nel 1389.
Con Cristoforo firmò degli affreschi, ora ridotti a frammenti, nella cappella delle Reliquie di Santa Maria della Scala (1370) e quelli raffiguranti la Vita della Vergine per la chiesa di Santa Maria a Campagnatico vicino a Grosseto. Assieme dipinsero affreschi raffiguranti la vita di San Francesco per la cappella absidale di San Francesco a Pienza. Lavorarono insieme per il Duomo di Siena. Tra il 1382 e il 1398 dipinsero affreschi raffiguranti scene della Bibbia nel refettorio di San Pietro alla Magione. Nel 1393 furono pagati, insieme a Bartolo di Fredi, da Ambrogio Lorenzetti, per il restauro del Mappamondo nel palazzo pubblico di Siena. Anche gli affreschi raffiguranti la Vita di Cristo nella Pieve di San Polo in Rosso sono attribuiti a Cristoforo e Piero.
Una pala d'altare (circa 1370) attribuita a Cristoforo e Meo di Piero si trova alla Fondazione Barnes. Una Madonna con Bambino attribuita ai due fu messa all'asta al Palais Dorotheum. Gli affreschi nella Sala di Aristotele del Museo Civico Archeologico e d'Arte Sacra a Palazzo Corboli di Asciano sono attribuiti a loro.
Nomi simili o sovrapposti per artisti abbondano nell'Italia centrale. Non è chiaro se alcuni siano correlati. Pietro di Maestro Meo era un miniaturista a Perugia. Nel 1417, un Pietro di Meo, gioielliere, fu attivo nella decorazione del Duomo di Orvieto. Nel 1357-1364, Ugolino di Prete Ilario completò gli affreschi per la Cappella del Corporale (1357-1364) con l'assistenza di un Domenico di Meo, nonché con Petrucciolo di Marco, Antonio di Andreuccio e Pietro di Puccio.